# Alfonso Coronel de Palma
Alfonso Coronel de Palma y Martínez-Agulló (Madrid, 29 de desembre de 1963-ibidem, 5 de febrer de 2018) va ser un jurista i empresari espanyol. va ocupar la presidència de l'Asociación Católica Nacional de Propagandistas, de la Fundació Universitària San Pablo CEU, del Grup COPE, del Consell Internacional d'Universitats Sant Tomàs d'Aquino i vocal del Consell d'Administració de Eurobank del Mediterráneo, S.A.

## Vida
Fill de Luis Coronel de Palma, que va ser governador del Banc d'Espanya i vicepresident del Banco Central amb Alfonso Escámez.
Alfonso va estudiar en el col·legi dels Jesuïtes de Chamartín. Després d'obtenir la llicenciatura en Dret per la Universitat CEU San Pablo i per la Universitat Complutense de Madrid, va ser opositor al Cos d'Advocats de l'Estat (1986 i 1990). Va realitzar un Màster en Dret Documental pel Col·legi de Notaris de Madrid i diversos cursos de Doctorat en Dret per la Universitat Complutense de Madrid.
El 5 de febrer de 2018, després de concloure una reunió, es va sentir indisposat i es va desplaçar a un hospital madrileny on va morir només en la sala d'espera a conseqüència d'un infart entorn de les 20.30 hores.

## Activitat professional
La seva activitat professional es va centrar en quatre àmbits:
L'àmbit de l'Asociación Católica Nacional de Propagandistas, on va arribar a ser president entre novembre de 1996 i 2006. Va canviar el rumb d'aquesta associació, i va iniciar una nova etapa amb la creació dels Congressos de Catòlics i Vida Pública, participant en els dos primers. Va ser president i gran canceller de la Universitat CEU-San Pablo de Madrid, València i Barcelona, a més de ser president de la Fundació Universitària San Pablo CEU. La seva presidència no va estar exempta de polèmica, per la seva adscripció als sectors més conservadors de l'Església i per haver dut a terme una espècie de "caça de bruixes" (així denominada pels mitjans de premsa) als centres del CEU.
En l'àmbit jurídic, on va començar en el bufet d'origen familiar Coronel de Palma & Associats. Aquest despatx es va integrar, juntament amb uns altres en l'Estudi jurídic i econòmic Narciso Amorós&Coronel de Palma&F. Prieto Rodríguez. En 2010 va passar a formar part del despatx Cremades&Calvo Sotelo com a soci responsable del departament d'Assumptes Públics i posteriorment com a director de l'àrea de Dret Processal. Durant aquest temps va intervenir com a director o codirector en els ordres jurisdiccionals civil, penal i contenciós administratiu; defensant empreses molt variades. En l'estiu de 2014 es va incorporar, juntament amb Javier González Calvo i Julio Aragoneses a Crowe Horwath Legal i Tributari on va ser soci en l'oficina de Madrid, fins al moment de la seva defunció.
En l'àmbit radiofònic, va ser president i conseller-delegat de la Cadena COPE, entre 2006 i 2010. Durant aquesta etapa, va iniciar un procés del que alguns han dit transformació i modernització de les emissores associades al Grup.
Però la seva presidència va ser posada en dubte per alguns sectors, degut especialment a ser citat judicialment pel Cas Eurobank. La jerarquia eclesiàstica va guardar silenci i el va mantenir al capdavant de la COPE, encara que es van mantenir crítiques constants sobre que Coronel de Palma fos "un home sense experiència en la gestió de mitjans i condicionat, a més, per la seva imputació penal en el citat Cas Eurobank, amb el qual li mortificaven les 'estrelles' de la seva emissora". No obstant això, encara que després va ser destituït, va continuar dirigint-la una sola temporada amb el beneplàcit, inexplicable per a molts, del cardenal conservador Rouco Varela.
Capítol a part mereixen, finalment, les seves incursions en el "món de les finances", aprofitant els nombrosos contactes heretats del seu pare en l'àmbit econòmic. Va estar involucrat en l'anomenat Cas Eurobank del Mediterrani, un escàndol financer pel qual aquesta entitat bancària va ser intervinguda pel Banc d'Espanya en 2003 i sobre la seva excúpula van imposar condemnes de presó en 2017. La despatrimonialización d'aquesta entitat va suposar un acte d'administració deslleial pel qual van resultar afectats milers d'accionistes. Alfonso Coronel de Palma, vocal en aquell temps del Consell d'Administració de l'entitat, va resultar inhabilitat i sancionat per aquest motiu, juntament amb altres directius: Eduardo de Pascual Arxé (President del Consell d'Administració-), Ignacio Más-Bagá Blanc i José Luis Rubio Virseda (membres de la Comissió Executiva-). Pascual Arxé, vinculat també a l'anomenat cas dels ERO d'Andalusia, va estar fugit de la justícia durant molt temps fins que fou detingut en 2017 mentre que el Banc d'Espanya va imposar finalment a Coronel de Palma una multa d'un milió de ptes. per una infracció molt greu tipificada en la Llei sobre Disciplina i Intervenció de les Entitats de Crèdit (BOE núm. 271, de 10 de novembre de 2008, pàgina 44718).

## Premis i reconeixements[18]
- Clau del Comtat i de la Ciutat de Miami, dels Estats Units.
- Gran Cruz de la Universitat Sergio Arboleda, de Colòmbia.
- Beca d'honor del Col·legi Major Universitari Joan XXIII-Roncalli, de Madrid.
- Beca d'honor del Col·legi Major Universitari Jorge Juan, de Madrid.
- Medalla d'Or de la Fundació Universitària Sant Pau-CEU, de Madrid
- Acadèmic de la Reial Acadèmia de San Dionisio de Ciències, Arts i Lletres, de Jerez.
- Membre del patronat de la Fundació Pau VI
- President de la Fundació COPE-Ràdio Popular
- Membre del Consell de Patrons de l'Associació Espanyola de Fundacions.